# Göran Gademan

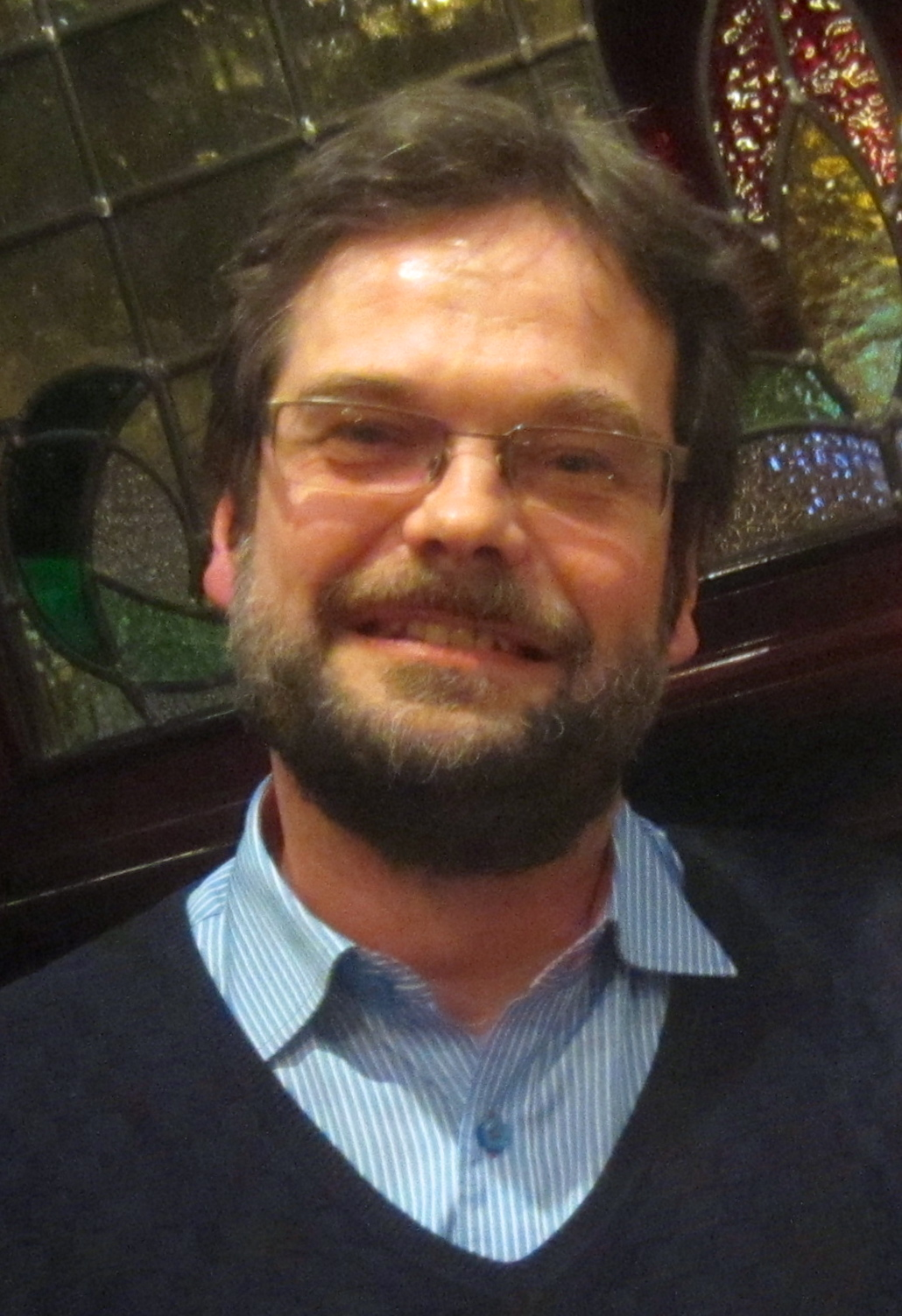
Göran Gademan.

Nils Göran Gademan, född 28 juni 1963 i Allerums församling i Malmöhus län, är en svensk teatervetare. Han är operadramaturg och castingsamordnare, verksam vid Göteborgsoperan sedan 2006.
Gademan, som är uppvuxen i Stockholm, blev filosofie doktor i teatervetenskap vid Stockholms universitet 1996 med avhandlingen Realismen på Operan: regi, spelstil och iscensättningsprinciper på Kungliga teatern 1860–1882 och är verksam som docent vid samma lärosäte. Han har forskat kring fenomenet operabögar, vilket ledde till boken Operabögar (2003). Han skrev 2007 operaavsnitten i Ny svensk teaterhistoria, band 2–3.
År 2015 kom han ut med Operahistoria och 2021 med Wagner som dramaturg: hur Wagner satte samman sina mytologiska källor till Nibelungens ring samt en liten handbok för att tränga in i verket, – båda böckerna på Gidlunds förlag.
Gademan ingick i det vinnande laget i SVT:s frågesportprogram Kulturfrågan Kontrapunkt under de tre första säsongerna (2017–2019).

## Utmärkelser
- 2022  -  H. M. Konungens medalj i guld av 8:e storleken (Kon:sGM8, 2022) för framstående insatser inom svensk operakonst.[9]